# Xuanwu, Peking

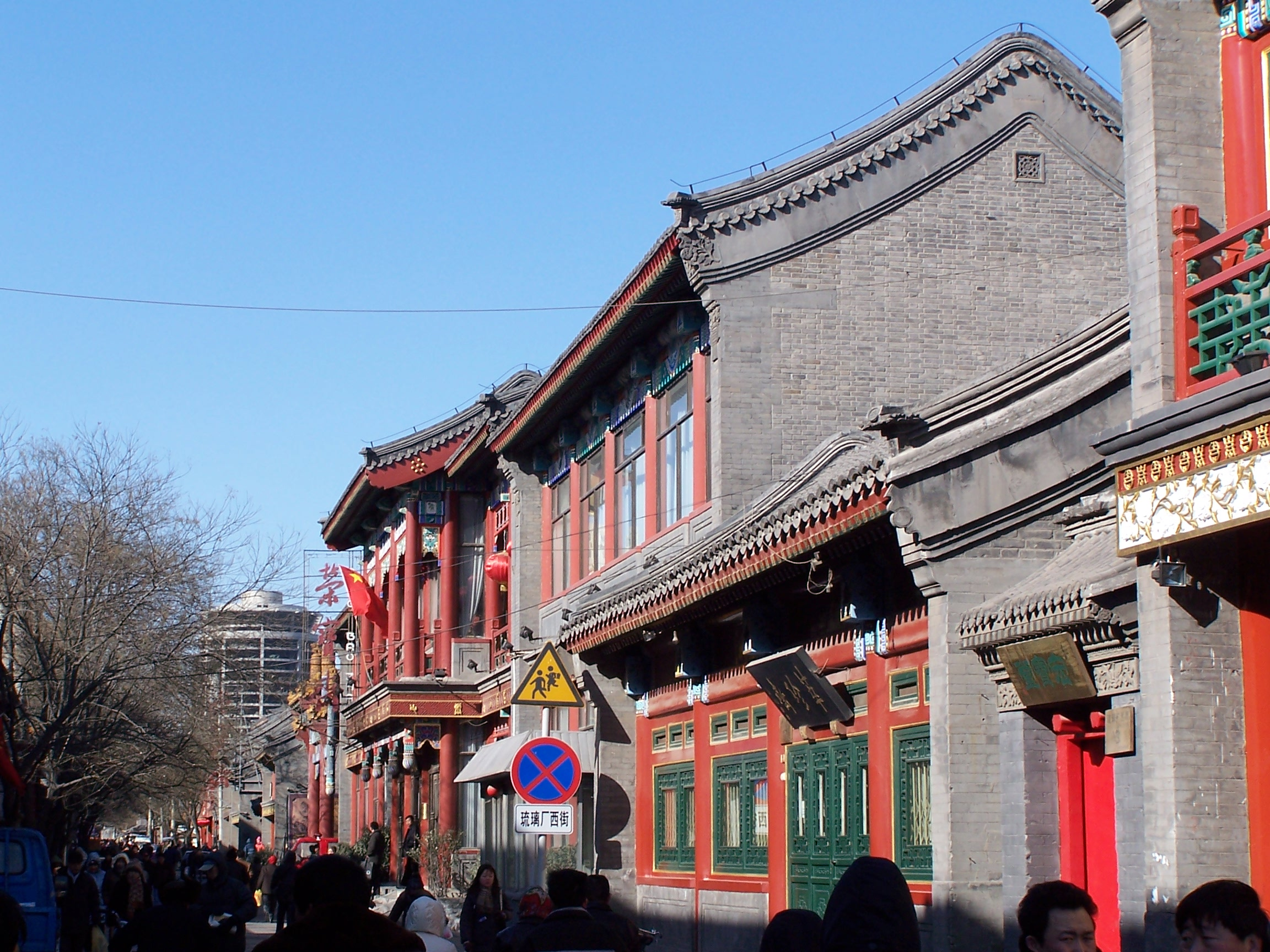
En hutong i Xuanwu

Xuanwu (traditionell kinesiska: 宣武區, förenklad kinesiska: 宣武区, pinyin: Xuānwǔ Qū) är ett före detta stadsdistrikt i Peking, Kina, beläget sydväst om Pekings centrum. Det slogs ihop med distriktet Xicheng i juli 2010. Xuanwu var Pekingoperans födelseort.

## Populära platser i Xuanwu
- Niujiemoskén
- Fayuantemplet
- Liulichang
- Huguangs skråväsenhall